# Марктхайденфельд
Марктхайденфельд (нем. Marktheidenfeld) — город и городская община в Германии, в земле Бавария.
Подчинён административному округу Нижняя Франкония. Входит в состав района Майн-Шпессарт. Население составляет 10 839 человек (на 31 декабря 2010 года). Занимает площадь 37,54 км². Официальный код — 09 6 77 157.
Городская община подразделяется на 6 городских районов.

## Население
По оценке на 31 декабря 2015 года население общины Марктхайденфельд составляет 10 967 чел. 

| Дата      | 1840 | 1871 | 1900 | 1925 | 1939 | 1950 | 1961 | 1970 | 1987 | 2011  |
| --------- | ---- | ---- | ---- | ---- | ---- | ---- | ---- | ---- | ---- | ----- |
| Население | 3623 | 3474 | 3553 | 3780 | 4428 | 6490 | 6849 | 8364 | 9421 | 10820 |

| Год       | 1960 | 1970 | 1980 | 1990  | 2000  | 2009  | 2010  | 2011  | 2012  | 2013  | 2014  | 2015  |
| --------- | ---- | ---- | ---- | ----- | ----- | ----- | ----- | ----- | ----- | ----- | ----- | ----- |
| Население | 6828 | 8460 | 9480 | 10046 | 10853 | 10865 | 10839 | 10830 | 10763 | 10854 | 10901 | 10967 |